# تپه تصفیه خانه ۱۳
تپه تصفیه خانهٔ ۱۳ مربوط به دوران پارینه‌سنگی میانی و جدید است و در شهرستان کرمانشاه، بخش مرکزی، دهستان قره سو، ۱/۷۸ کیلومتری جنوب غرب روستای ده سواران واقع شده و این اثر در تاریخ ۲۶ اسفند ۱۳۸۷ با شمارهٔ ثبت ۲۵۵۲۰ به‌عنوان یکی از آثار ملی ایران به ثبت رسیده است.